# Xã Spencer Brook, Quận Isanti, Minnesota
Xã Spencer Brook (tiếng Anh: Spencer Brook Township) là một xã thuộc quận Isanti, tiểu bang Minnesota, Hoa Kỳ. Năm 2010, dân số của xã này là 1.589 người.